# Ada! To nie wypada!
Ada! To nie wypada! – polski film fabularny z 1936 roku, komedia pomyłek. Z filmu pochodzi znany szlagier 20-lecia międzywojennego Ada! To nie wypada! (muz. Zygmunt Wiehler, sł. Jerzy Jurandot).

## O filmie
Napisy w filmie są w formie sprzed reformy ortografii polskiej w 1936 roku.
W 2014 roku film został poddany digitalizacji z wykorzystaniem trzech źródeł ze zbiorów Filmoteki Narodowej, dzięki czemu udało się uzupełnić go (z 82 min) o 5 minut, jednak nadal nie jest kompletny. Prawa do filmu: dzieło osierocone (dyspozytariuszem jest Filmoteka Narodowa).
- Dźwięk: British-Acoustic[1]
- Atelier: Sfinks[1]

## Fabuła
Ada Dziewanowska jest miłą, lecz niesforną, pełną życia i temperamentu dziewczyną, córką ziemianina Dziewanowskiego. Dziewanowski zamierza wydać Adę za mąż za syna znajomego, za młodego hrabiego Freda Orzelskiego. Ojciec − chcąc, by córka nabrała nieco manier i ogłady − wysyła ją do krakowskiego internatu dla hrabianek. Tam jednak Ada nie zmienia swojego zachowania. Zdradza wszak wyjątkowe talenty wokalne i staje się ulubienicą mistyfikatora nauczyciela muzyki Bemola, będącego również kompozytorem operetkowym.
Następuje dzień, w którym ma się odbyć premiera operetki skomponowanej przez Bemola. Widownia jest całkowicie wypełniona, ale primadonna nagle rozchorowuje się z powodu zaginięcia ukochanego pieska. Szczęśliwie może zastąpić ją Ada, która dzięki Bemolowi zna wszystkie partie śpiewane operetki. Spektakl ogląda Fred, który zakochuje się w młodej śpiewaczce, w dodatku z wzajemnością.

## Obsada

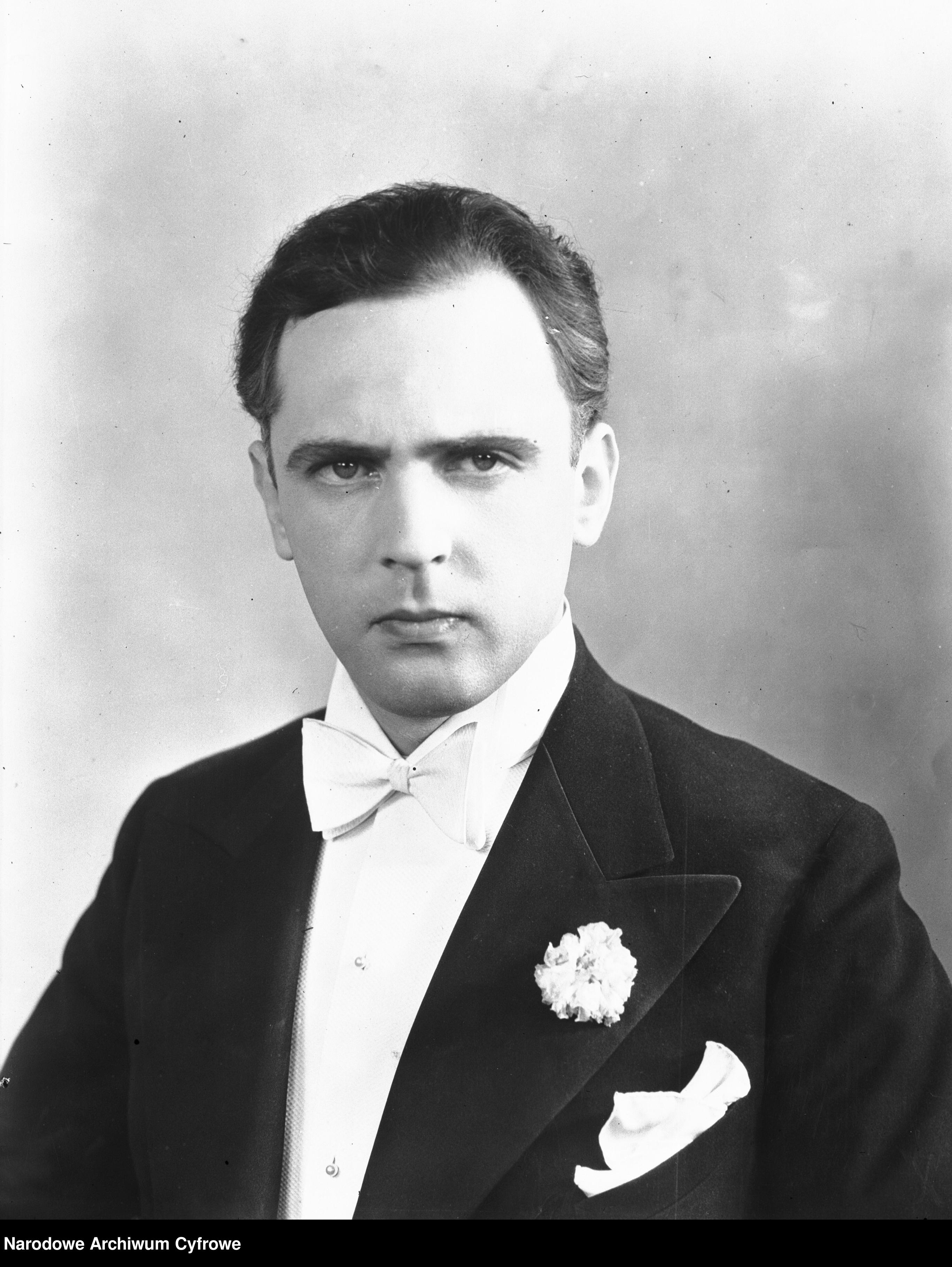
W roli Freda Orzelskiego wystąpił Aleksander Żabczyński

- Loda Niemirzanka − Ada Dziewanowska
- Antoni Fertner − ojciec Ady, obywatel ziemski
- Kazimierz Junosza-Stępowski − hrabia Orzelski, obywatel ziemski
- Aleksander Żabczyński − Fred, syn Orzelskiego
- Kazimierz Krukowski − nauczyciel muzyki Bemol
- Romuald Gierasieński − posłaniec Rzepka
- Janina Krzymuska − Spitzberg-Fotter, przełożona pensji
- Helena Zarembina − Spitzberg-Fotter, przełożona pensji
- Jadwiga Andrzejewska − pensjonarka Zofia, koleżanka Ady
- Mira Zimińska − primadonna Ira Roletti
- Stanisław Woliński − inspicjent Piguła
- Edmund Zayenda − amant
- Roman Dereń − przyjaciel Dziewanowskiego
- Stefania Betcherowa − kucharka Rzepkowa
- Zygmunt Regro-Regirer − reżyser w operetce
- Kazimierz Pawłowski − uczestnik zabawy
- Janina Sokołowska − nauczycielka tańca Rongeant

## Odniesienia w kulturze popularnej
W filmie Przesłuchanie Antonina wykonuje szlagier Ada! To nie wypada! dwukrotnie. Pierwszy raz podczas jednego występów oraz drugi raz opierając się brutalnemu przesłuchaniu przez majora „Kąpielowego”.